# Sardón de los Frailes
Sardón de los Frailes – gmina w Hiszpanii, w prowincji Salamanka, w Kastylii i León, o powierzchni 32,46 km². W 2011 roku gmina liczyła 84 mieszkańców.